# Trận Châteaudun
Trận Châteaudun là một trận đánh tại miền tây bắc Pháp trong cuộc Chiến tranh Pháp-Phổ, diễn ra vào ngày 18 tháng 10 năm 1870. Trong trận chiến này, quân đội Đức do tướng Friedrich Wilhelm Ludwig von Wittich chỉ huy đã tấn công thành phố Châteaudun và chiếm được thành phố này sau khi tiêu diệt lực lượng bao gồm lính franc-tireur và một quân đoàn tự do của Pháp do một người Ba Lan là Joseph de Lipowski chỉ huy, trong cuộc chiến kéo dài 9 tiếng đồng hồ. Mặc dù kết thúc với thất bại, cuộc kháng cự của quân đội Pháp tại Châteaudun được một tài liệu ghi nhận là huyền thoại. Cuộc giao chiến tại Châteaudun đã được tranh vẽ của Philippoteaux đưa vào bất tử (hiện nay nguyên bản của bức tranh này nằm ở văn phòng thị trưởng Châteaudun).
Tuân thủ thượng lệnh, tướng Wittich – tư lệnh sư đoàn số 22 của Đức  – tiến đánh từ Orléans về hướng tây bắc, và tiến đánh Châteaudun trên sông Loire – nơi được lực lượng không chính quy của Lipowski phòng ngự. Các lực lượng của Wittich có lợi thế áp đảo về quân số, và mỗi một binh lính Pháp lại chiến đấu với 10 binh lính Phổ, bất chấp làn đạn dồn dập và khốc liệt của lực lượng pháo binh Phổ. Vào khoảng lúc 6 giờ tối, chiến ngại vật Rue Galante (Rue de Civry) của Pháp bị cô lập, gặp bất lợi và phải bỏ cuộc. Giờ đây, cuộc tiến công của quân đội Phổ không thể nào bị đẩy lùi. Lính bắn tỉa Pháp triệt thoái vào trung tâm thị trấn, mặc dù trời tối. Người Phổ quyết tâm đánh chiếm khu chợ tại Châteaudun, và họ đã tấn công dồn dập. Một trận đánh khủng khiếp trong đêm bùng nổ, trong đó hai bên đánh giáp lá cà. Quân Phổ phải chiếm giữ từng căn nhà một. Đã 3 lần quân Pháp đẩy lùi quân Phổ tại Rues de Chartres (Rue Jean Moulin) và d'Orléans (Rue de la République), và thây tử sĩ chất đống trên chiến địa. Cuối cùng, quân đội Đức đã giành được chiến thắng, mà một phần là nhờ vào thế mạnh về pháo binh của họ. Trước tình thế vô vọng, và Châteaudun đã bị quân Đức công pháo và đốt ra tro, quân phi chính quy Pháp trấn giữ Châteaudun đã tiến hành một cuộc triệt thoái, để lại một số tù binh trong tay quân Đức.
Để trả đũa cuộc kháng cự của lính du kích quân franc-tireur và Vệ binh Quốc gia Pháp tại Châteaudun, tướng Wittich đã tiến hành bắn phá Châteaudun và các ngôi làng lân cận. Nhiều ngôi nhà bị phá hủy, trong khi một số dân thường không tham chiến, kể cả phụ nữ, bị thảm sát. Vào ngày 21 tháng 10 năm 1870, sư đoàn của Wittich tiến đánh Chartres, tại đây các khẩu đội pháo của họ đã đánh bật một đợt tiến công của quân Pháp, và Chartres đã đầu hàng quân Đức. Như một trong những vị tướng dữ tợn nhất trong quân đội Phổ, Wittich đã được mệnh danh là "Tay đồ tể của Châteaudun". Người Pháp đã giành lại Châteaudun vào ngày 6 tháng 11 năm 1870.